# Monument à Jeanne d'Arc (Bonsecours)
Le monument à Jeanne d'Arc est un monument de Bonsecours daté du XIXe siècle. L'édifice est classé comme monument historique depuis 1986.

## Localisation
L'édifice est situé place Monseigneur-Lecouflet. Il surplombe la vallée de Seine et est largement visible depuis la rive gauche de Rouen.

## Historique
La décision de construction date de 1868.
L'architecte est Juste Lisch et le sculpteur Louis Barrias. Le monument est inauguré en juin 1892.
L'édifice est classé aux monuments historiques par un arrêté du 18 novembre 1986.
Fin 2017, le monument fait les frais de vandalisme : quatre des moutons en pierre situé devant le monument surplombant la Seine sont décapités.

## Architecture

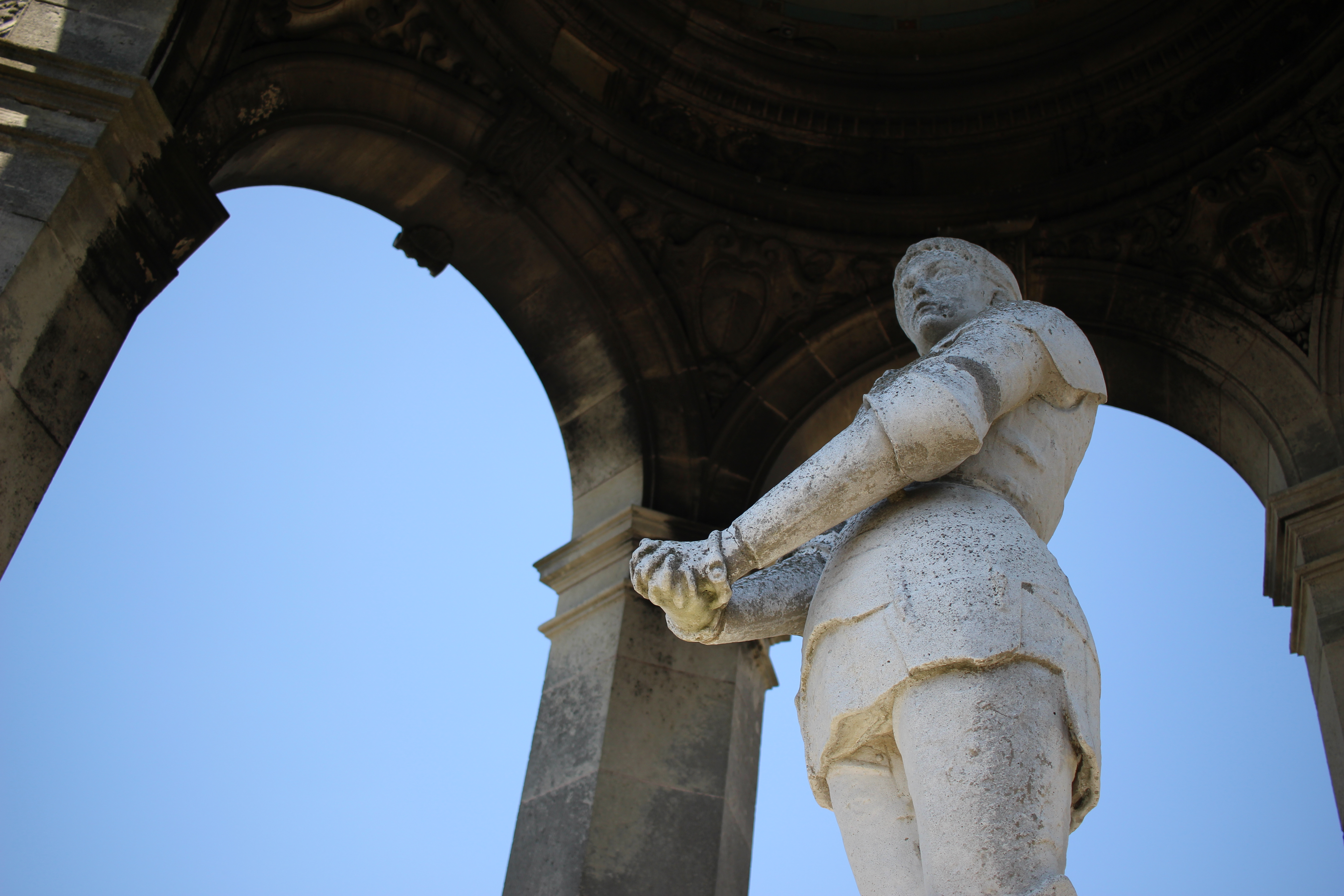
Statue de Jeanne d'Arc.

Le monument est en granit de Vire.
Le monument est situé sur un socle. La statue de Jeanne d'Arc est haute de 2 m et le dôme, décoré par Jules Paul Loebnitz, est surmonté d'une statue de saint Michel.
Deux petits édicules comportent des statues de sainte Marguerite et sainte Catherine.